# Eeltje Holtrop van der Zee
Eeltje Holtrop van der Zee (født 1824 i IJlst, død 12. januar 1901 i Joure) var en hollandsk skibsbygger.

## Liv og gerning
Eeltje "Eeltsjebaes" var søn af Sytze Tjeerds van der Zee og Klaaske Eeltjes Holtrop og et barnebarn af Eeltje Taedzes Holtrop. Han kom fra en række skibsbyggere i IJlst. Hans bedstefar blev betragtet som den første store frisiske boeierbyggere. Oprindeligt arbejdede Eeltje som lærling ved sin bedstefars skibsværft, men efter hans død blev han sin egen chef. Eeltsjesbaes overtog værftet fra sin bedstefar i 1848 og udviklede sig senere til en velkendt og legendarisk skibsbygger.
I 1849 giftede Holtrop van der Zee i IJlst sig med Wytske Aukes Rinkema, datter af Auke Rinkes Rinkema og Antje Willems van Dijk.
I 1857 flyttede han til Joure, hvor han overtog et eksisterende værft.
Han fokuserede på konstruktion af mindre sejlskibe til intern sejlads, snik og skûtsje. Og han begyndte med konstruktion af 'luksusbåde' - frisiske jagter, boeier og tjotter, fartøjer, hvorved han kunne demonstrere alle sine håndværksmæssige evner. I perioden 1848 og 1894 byggede han 800 fartøjer omfattende pramme, snikker, tjalker, viisaaker, slupper og punter.
Kendte fratøjer fra hans hånd er den frisiske statenjacht "Friso" af Constanter og "Albatros".